# Jesús Mendoza Rivas
Jesús Mendoza Rivas (* 12. November 1942 in Guadalajara, Jalisco) ist ein ehemaliger mexikanischer Fußballspieler auf der Position des Torwarts.

## Laufbahn
Mendoza spielte fast während seiner gesamten Profikarriere von 1963 bis 1974 bei seinem Heimatverein Club Deportivo Oro, der 1970 in den Club Social y Deportivo Jalisco umgewandelt worden war. Lediglich in der Saison 1968/69 hütete er für eine Spielzeit bei den Jabatos de Nuevo León das Tor.
Seinen einzigen Länderspieleinsatz für die mexikanische Fußballnationalmannschaft absolvierte er in einem am 7. Juli 1968 in Chile ausgetragenen Freundschaftsspiel gegen Brasilien, das 0:2 verloren wurde.